# Лютий

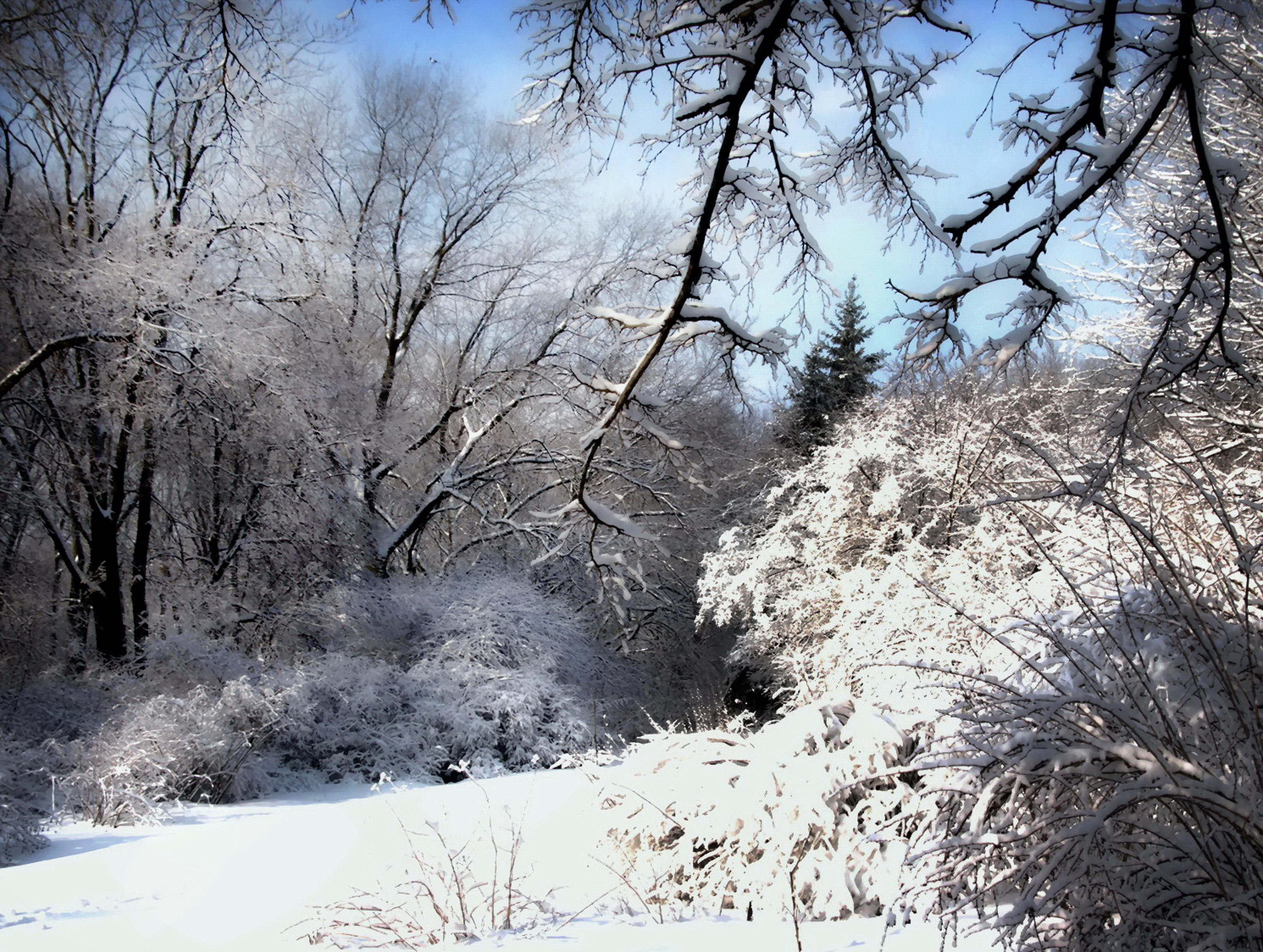
Лютий у м. Дніпро.

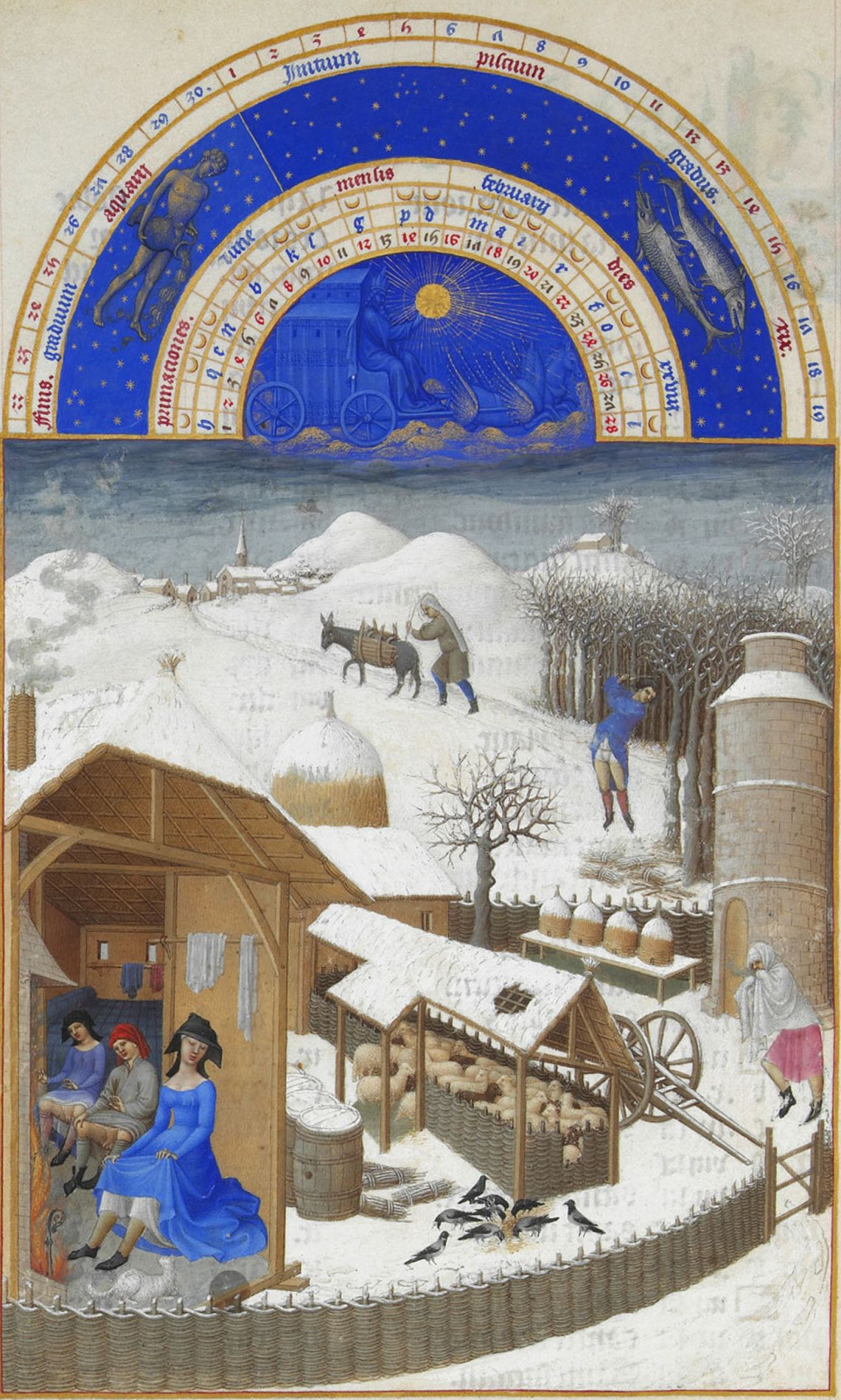
Мініатюра Лютий з «Розкішного часослова герцога Беррійського».

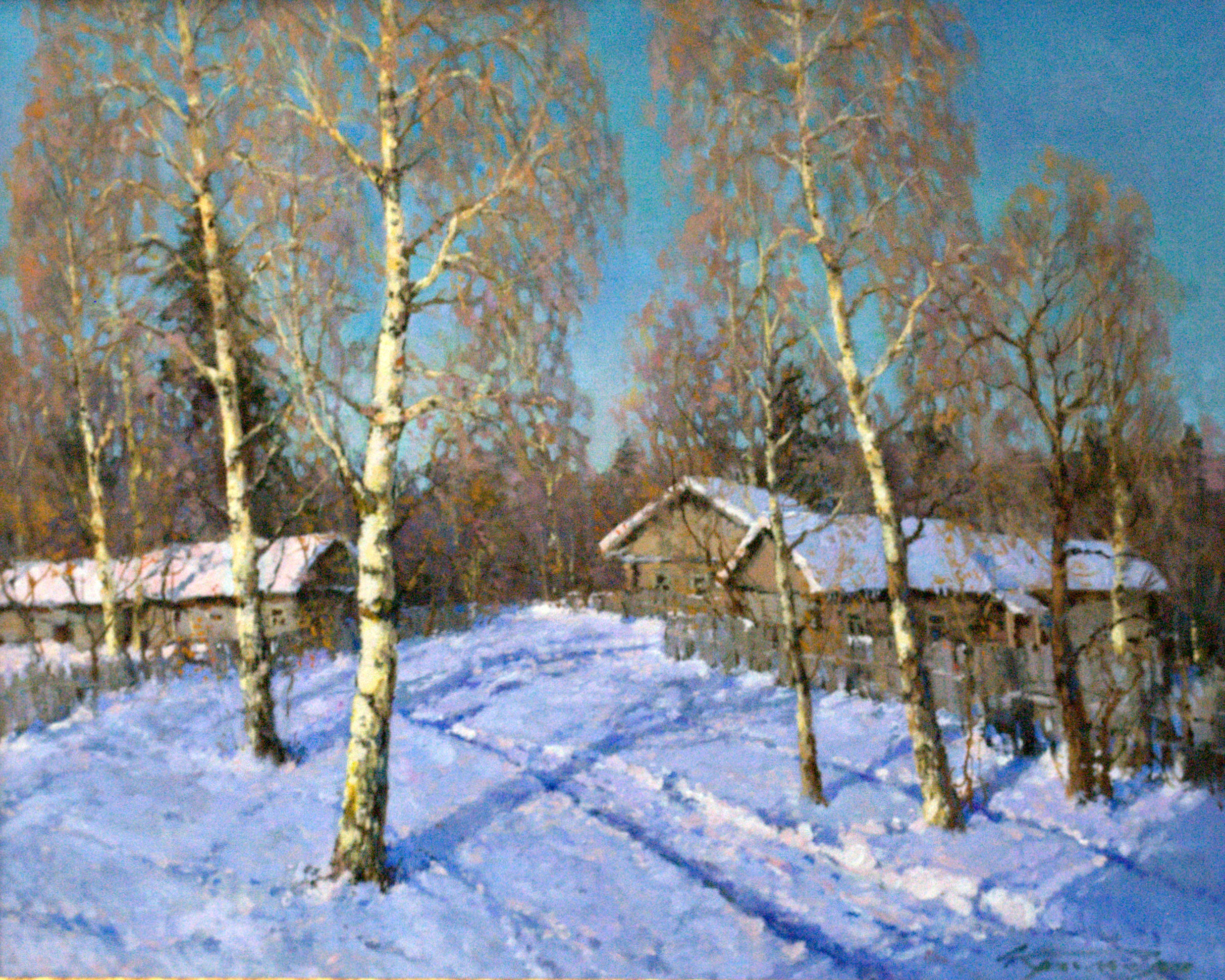
Лютий. Картина О. М. Кремера.

- I Січень
- II Лютий

- III Березень
- IV Квітень
- V Травень

- VI Червень
- VII Липень
- VIII Серпень

- IX Вересень
- X Жовтень
- XI Листопад

- XII Грудень

Лю́тий, заст. лю́тень — другий місяць року в юліанському та григоріанському календарях. Єдиний місяць, що налічує 28 днів у звичайні роки і 29 днів у високосні.

## Назва
На позначення другого місяця року слово «лютий» (у написаннях: люты, лютыи, лютый) трапляється в руських стародруках з XVI століття. Назва походить од прасл. *ljutъjь «суворий, холодний; злий, жорстокий», що зумовлено характерними для цього періоду морозами та завірюхами. В давніші часи цим словом іменували січень. Співзвучні назви побутують у білоруській (люты) і польській (luty) мовах, а також у деяких діалектах словацької мови (luteň).
У давньокиївських письмових пам'ятках трапляється давньоруське наймення лютого — «січень» (у написаннях: сѣчьнъ, сѣченъ, сѣ(ч), сѣчень). Назва пов'язана з підсічним землеробством, бо в цей час рубали дерева для наступного викорчовування та сівби. Так само вживалася латинська назва февруаръ, що пізніше засвідчена і в староукраїнських джерелах, у написаннях: фебруарїй, фебруарїє.
Протягом тривалого часу місяць мав назву лютень, яку фіксують словники XIX — початку XX ст. паралельно з назвою «лютий». Водночас це слово відсутнє в 11-томному Словникові української мови, виданому за радянських часів. Сучасні словники містять наведене гасло: Великий тлумачний словник подає слово як «народно-поетичне», а Словник української мови у 20 томах — як застаріле.
У вжитку були й інші народні наймення: бокогрі́й, снігові́й, скаже́ний, кази́брід, казьо́, казидоро́га, сні́жень, кру́тень, зимобо́р, криводоріг, ме́жень (межа між зимою і весною), а також: па́лютий, січе́нько, січне́нко / сішне́нко, січни́к, сі́чень дру́гий. Хорватська назва veljača пов'язана зі збільшенням світлового дня в цей період: дні стають більшими (хорв. velji). У болгарських діалектах лютий іменується малък сечко (заст. малък сечен), тобто «малий січень»: на протилежність «великому січню» (голям сечко), що має 31 день. Чеська назва únor пов'язана з тим, що в цей час при таненні льоду крижини занурюються (чеськ. se ponořují) у воду.
У більшості мов світу назви лютого походять від лат. Februarius: словац. február, словен. februar, серб. фебруар/februar, болг. февруари, рос. февраль, англ. February. Латинська назва пов'язана з обрядами очищення (Februa), що припадали на Луперкалії (15 лютого). Фебрій — одне з культових наймень Плутона.

## Кліматична характеристика в Україні
У лютому здійснюється перехід середньої добової температури повітря через мінус 5 °C в бік її підвищення на більшій частині території України, за винятком північного сходу, де цей перехід завершується в першій декаді березня. Середня місячна температура лютого складає мінус 0—5 °C, на Лівобережжі та в Карпатах — мінус 6—7 °C, у Криму — 0—4 °C.
Абсолютний мінімум температури становить мінус 23—39 °C, на Південному узбережжі Криму — мінус 15—18 °C; абсолютний максимум — 12—21 °C, у Криму, на півдні Одещини та Вінниччини — до 24 °C, на високогір'ї Карпат — 8—10 °C.
Середня місячна кількість опадів складає 26—46 мм, у горах та на Південному узбережжі Криму, на Закарпатті та в Карпатах — переважно 47—125 мм.
Найбільша висота снігового покриву (до 5—20 см), як правило, спостерігається у другій і третій декадах місяця, на Сумщині та в гірських районах — до 35 см; у південних областях сніговий покрив нестійкий.
Днів з хуртовинами в середньому буває 1—8, у Карпатах до 10. Ожеледь найчастіше буває у східних областях та в Приазов'ї.
Історичний мінімум температури (мінус 39,0 °C) зафіксовано 1893 р. в м. Луганськ, на Південному березі Криму — мінус 22,0 °C у 1929 р. (Севастополь). Історичний максимум температури (24,4 °C) спостерігався в 1958 р. у селищі Роздольне. Середня місячна кількість опадів становить 30—38 мм, на Закарпатті — до 53 мм.

## Галерея

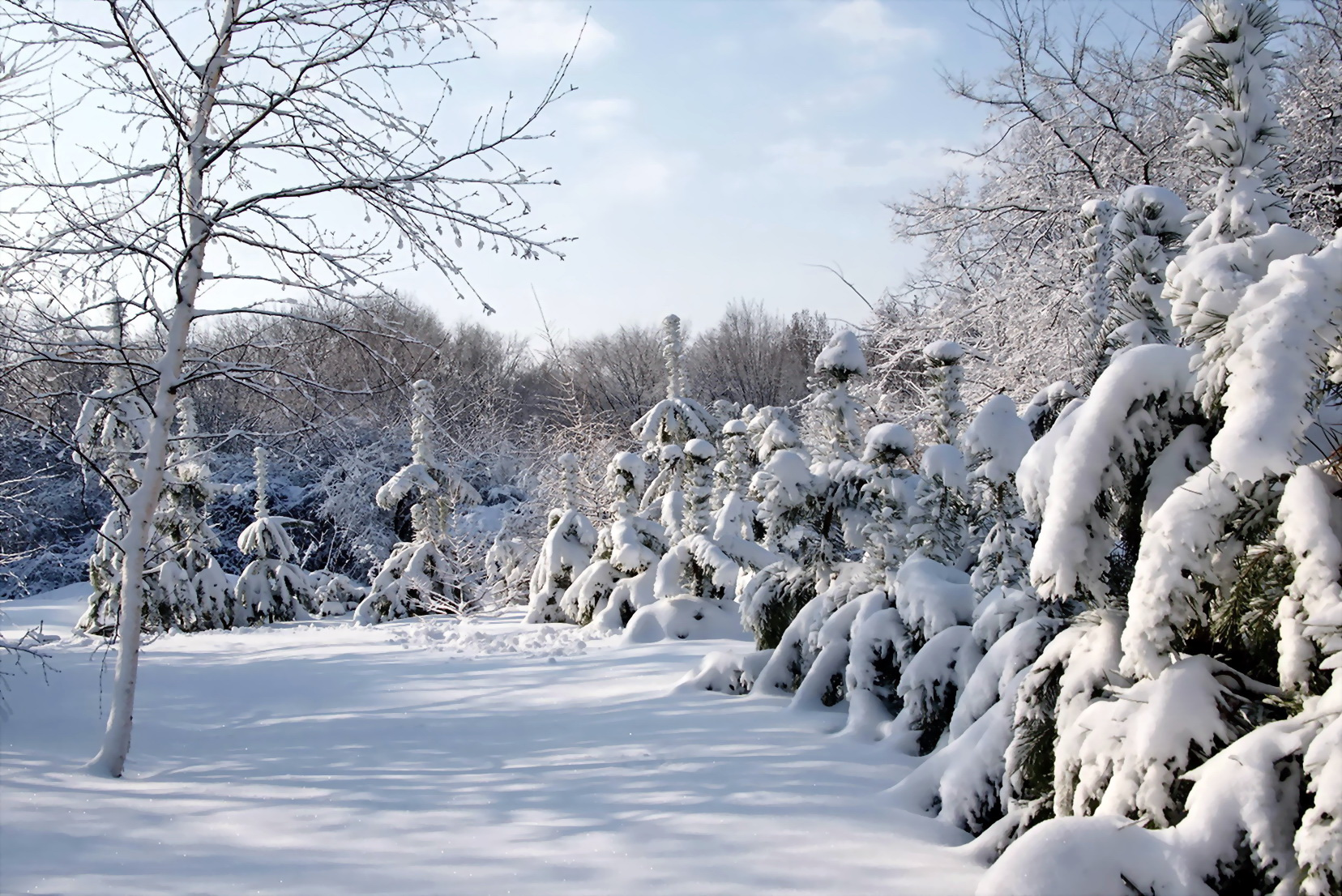
Лютий в Україні
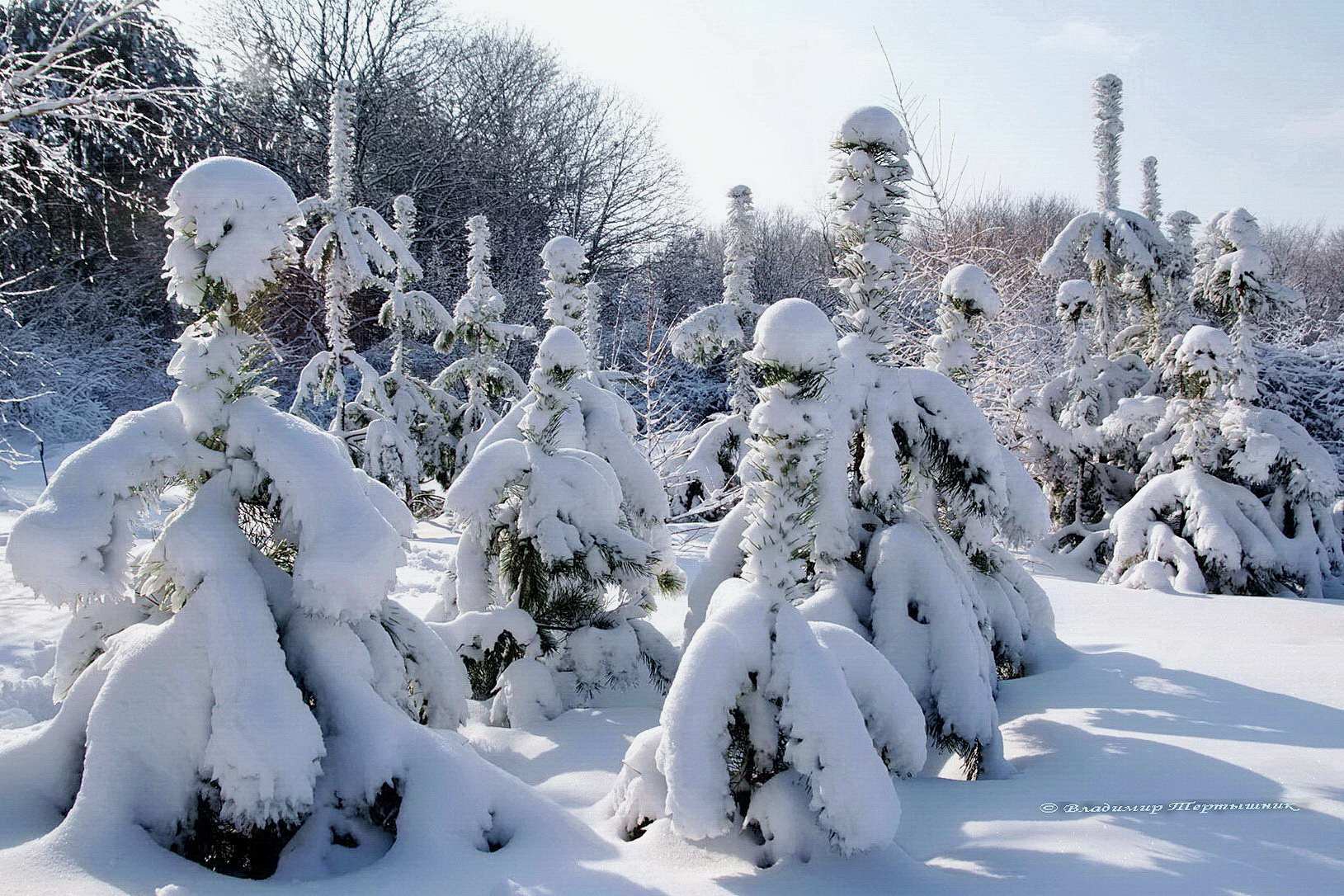
Лютий на Січеславщині
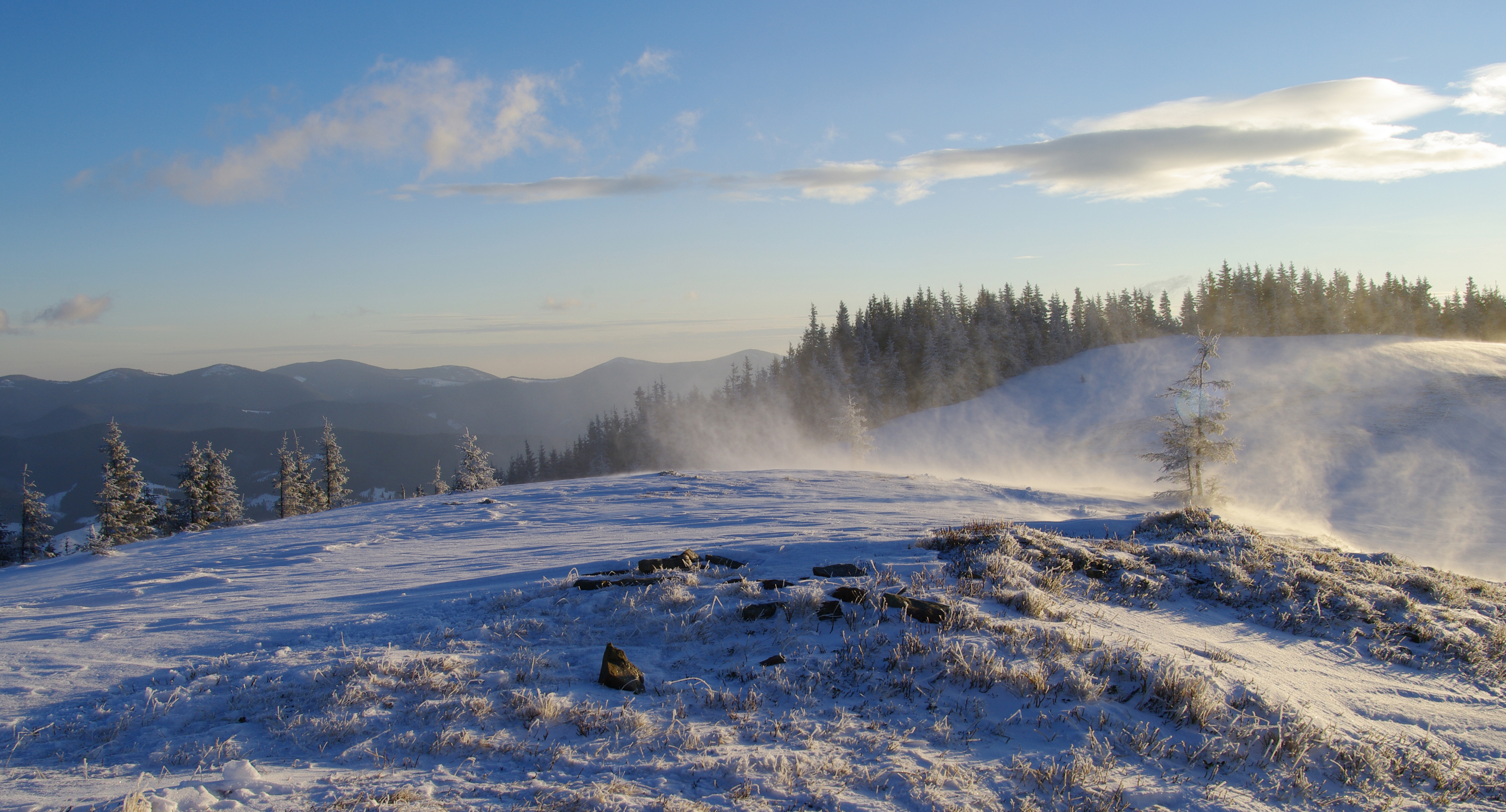
Ранкова заметіль на Костричі
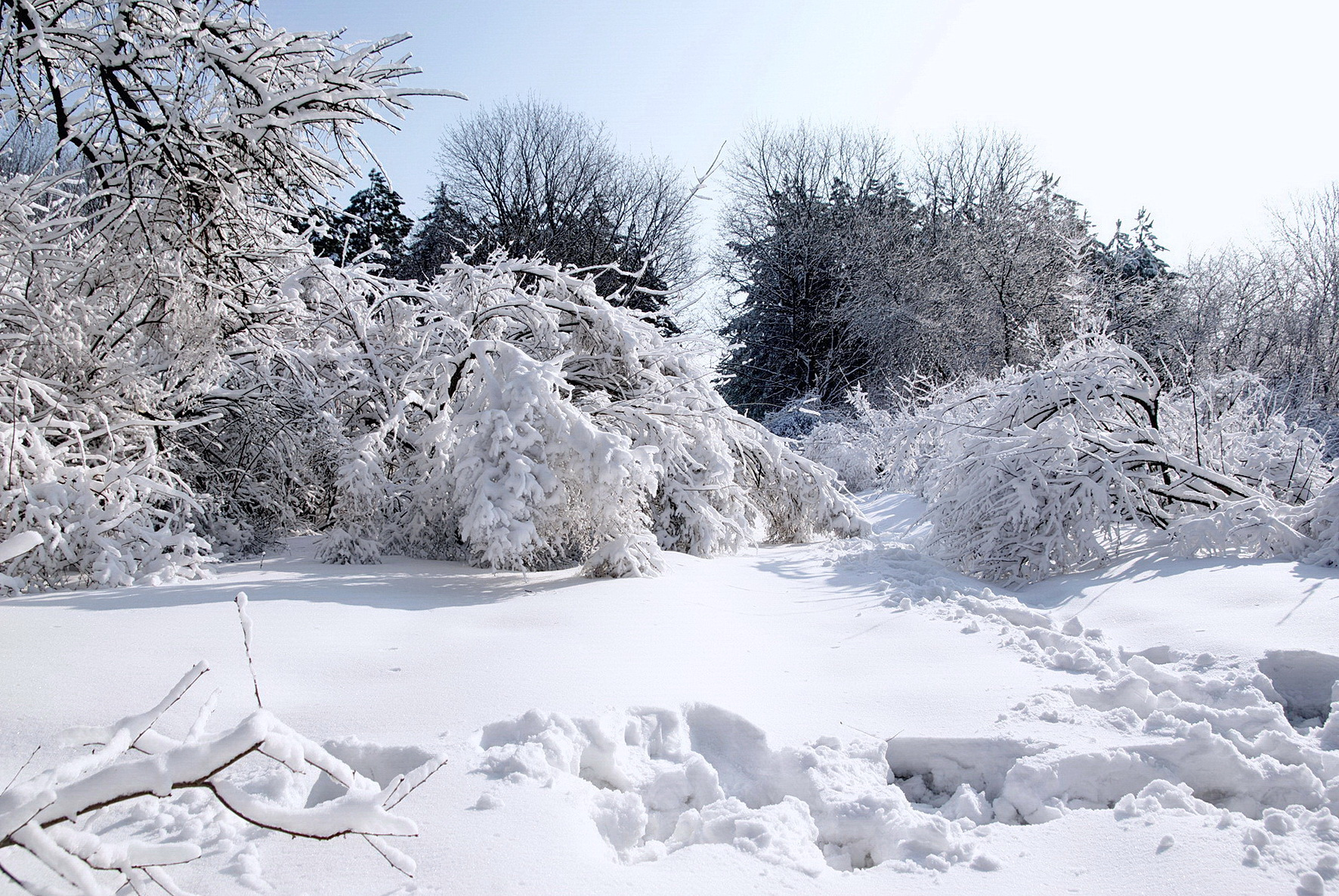
Сніжний лютий у м. Дніпро
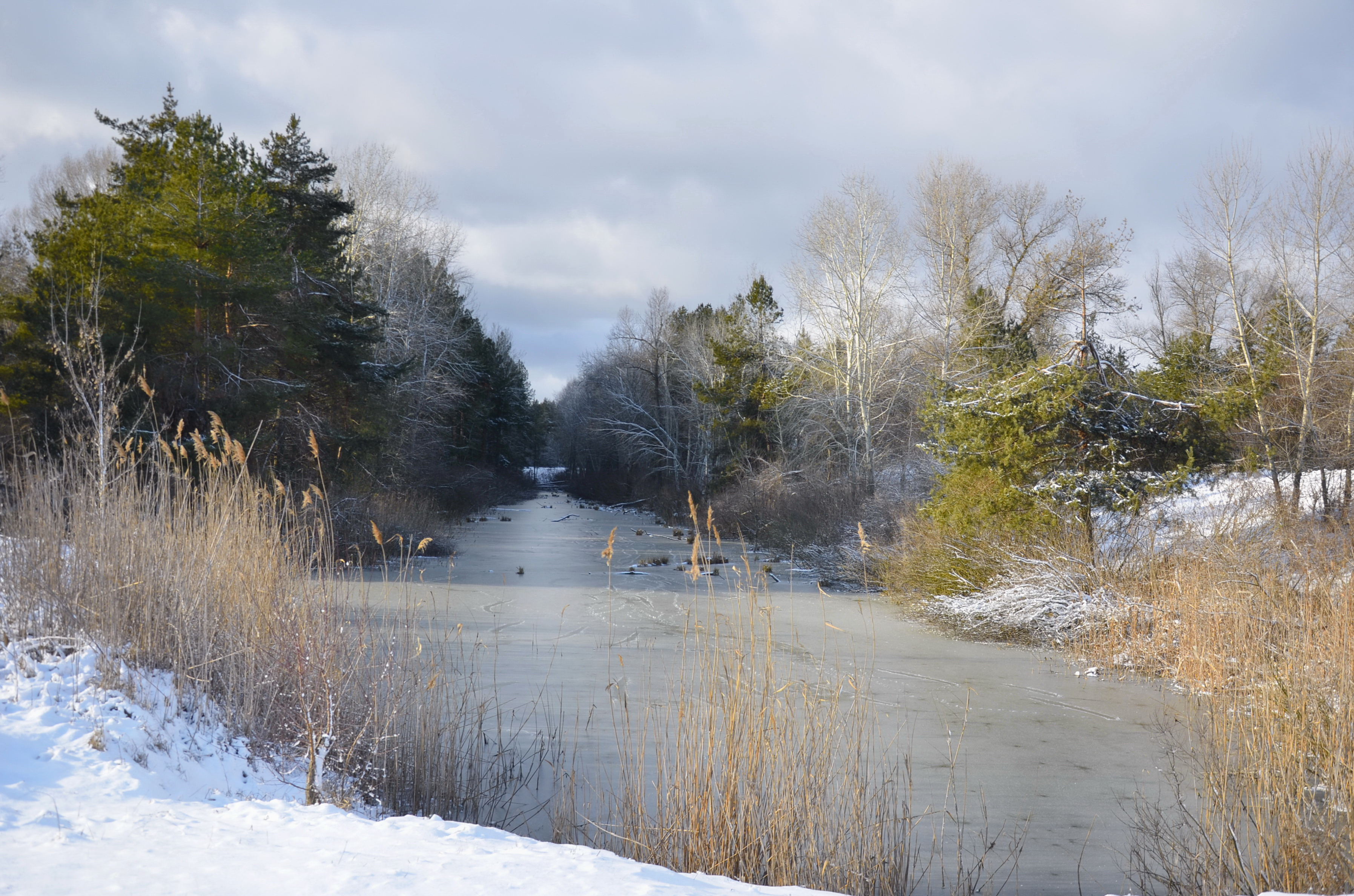
Теплий лютий
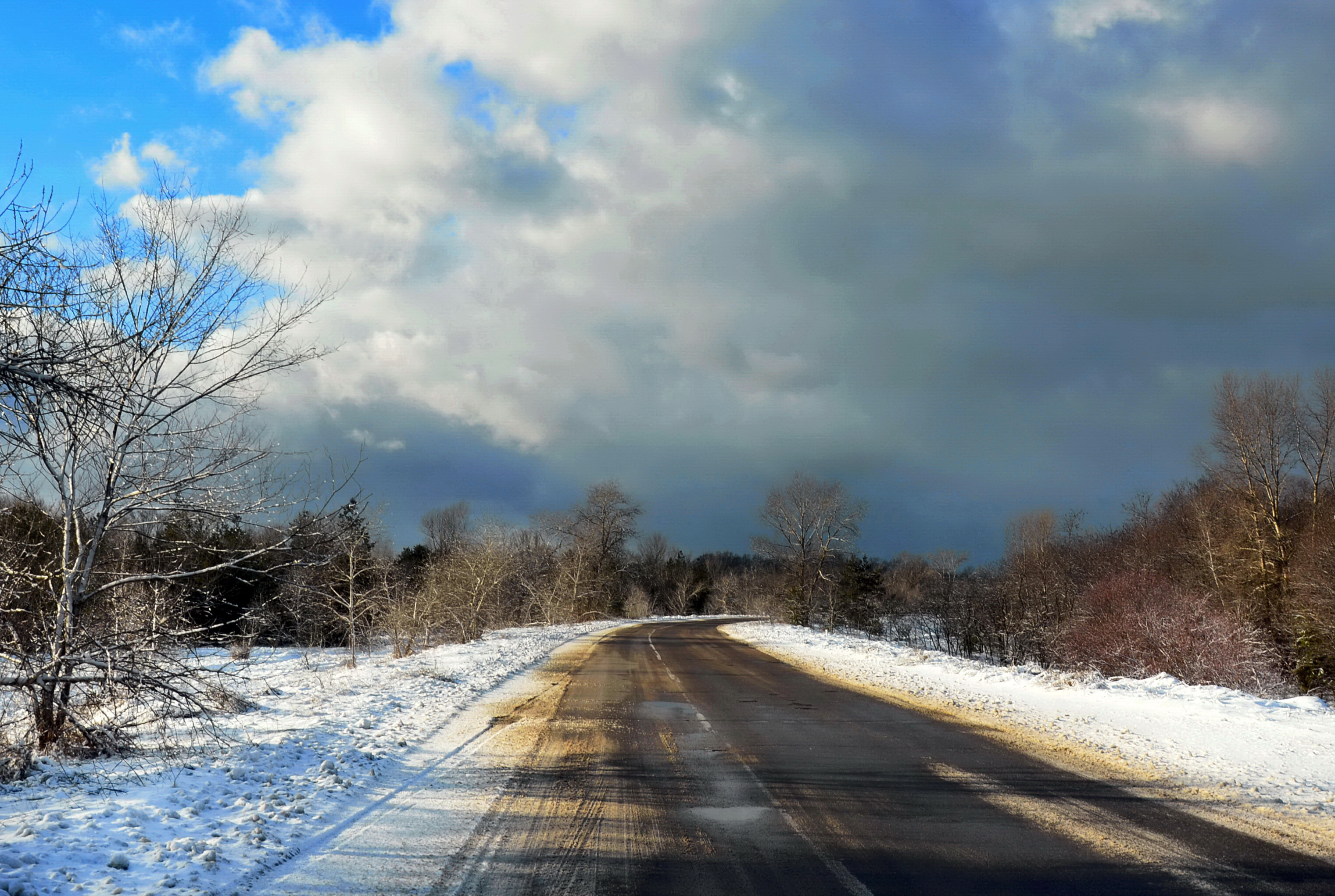
Лютий 2020 року в Україні
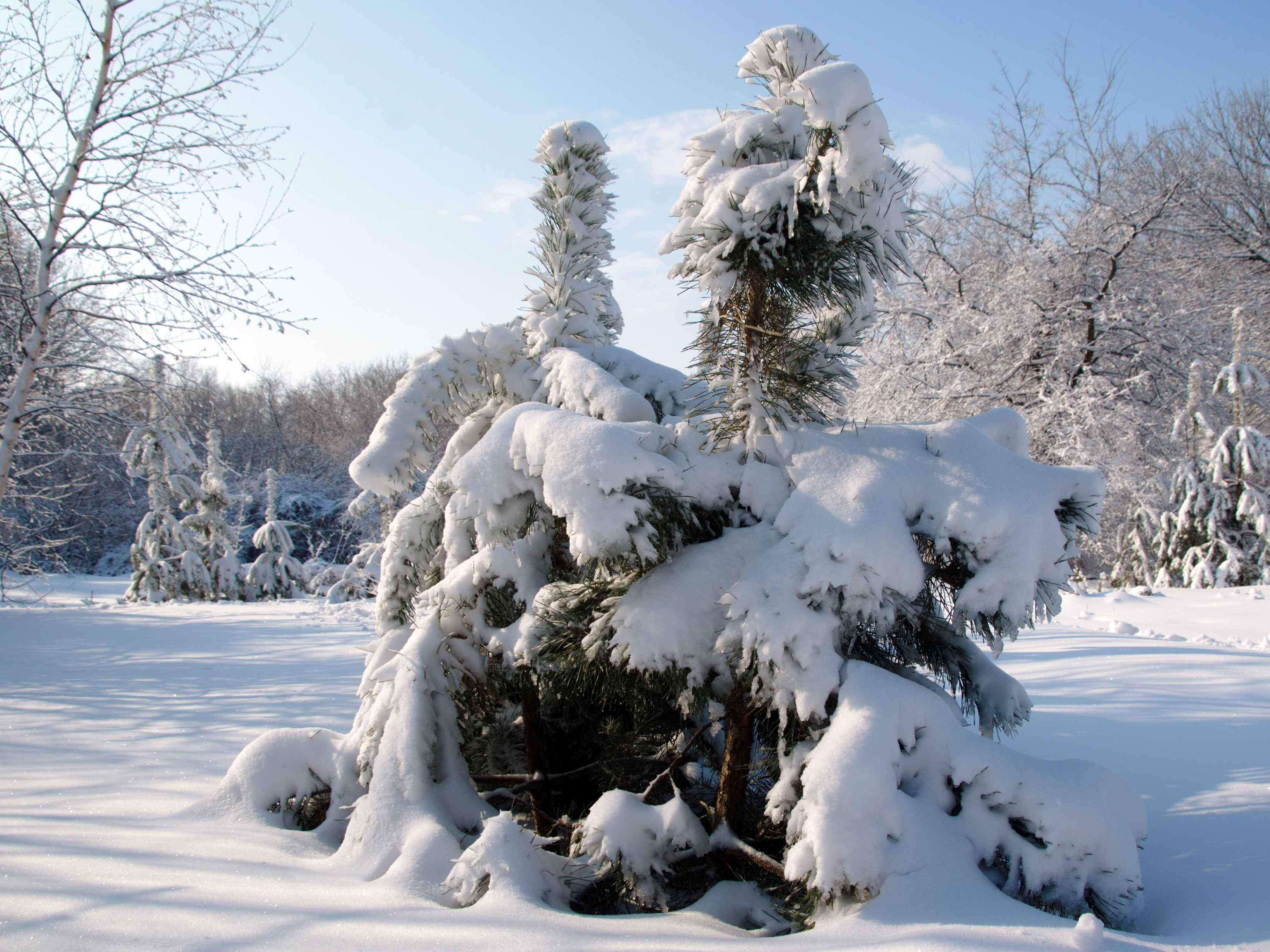
Лю́тий 2010 року в Україні

## Свята і пам'ятні дні

### Офіційні в Україні
- 15 лютого
  - День вшанування учасників бойових дій на території інших держав
- 20 лютого
  - Всесвітній день соціальної справедливості
  - День Героїв Небесної Сотні
- 21 лютого
  - Міжнародний день рідної мови
- 26 лютого
  - День спротиву окупації Автономної Республіки Крим та міста Севастополя[29]

### Інші
- 2 лютого
  - Стрітення Господнє
- 14 лютого
  - День святого Валентина
- 22 лютого
  - Міжнародний день підтримки жертв злочинів[30]